# Адашевић
Адашевић је српско презиме.
Најстарији помен овог презимена је из 1737. године, из села Мала Вашица у Срему. Године 1866. је регистровано у Ужицу и Качеру.
Презиме је надимачког типа. Развило се од турског адас у значењу „имењак“ (од ад – „име“, дас – „друг“). Овај турски апелатив послужио је и као основ топониму Адашевци, који се први пут помиње 1720. године.